# رسول دیناروند
رسول دیناروند (زاده ۱۳۴۳ در بروجرد) داروساز ایرانی است. او عضو هیئت علمی دانشکده داروسازی دانشگاه علوم پزشکی تهران است.
وی MSc از دپارتمان داروسازی دانشگاه منچستر انگلستان در سال ۱۳۶۹و دکترا را از دپارتمان داروسازی دانشگاه منچستر انگلستان در سال ۱۳۷۳ اخذ کرد.
او معاون غذا و دارو وزارت بهداشت در دولت نهم، و همچنین رئیس سازمان غذا و دارو در دولت یازدهم از ۷ شهریور ۱۳۹۲ بود وی در دولت دهم نیز مدتی سمت معاونت کامران باقری لنکرانی را دارا بود، و در همین حال رئیس دانشکده داروسازی دانشگاه علوم پزشکی تهران در دولت دهم بوده‌است. وی همچنین رئیس مرکز تحقیقاتی با عنوان نانوفناوری دانشگاه علوم پزشکی تهران و عضو فرهنگستان علوم پزشکی و رئیس کانون بسیج داروسازی جامعه پزشکی نیز هست.

## مسئولیت‌ها
رسول دیناروند در دوران وزارت کامران باقری لنکرانی معاون غذا و داروی وزارت بهداشت شد.
همچنین بعدها مجدداً سید حسن قاضی‌زاده هاشمی نیز در نخستین تغییر در وزارت بهداشت، رسول دیناروند معاون کامران باقری لنکرانی در دولت محمود احمدی‌نژاد، را مجدداً به سمت معاون وزیر و رئیس سازمان غذا و دارو منصوب کرد. حسن قاضی‌زاده هاشمی یکی از دلایل انتخاب معاون وزیر و رئیس سازمان غذا و دارو از مجموعه مدیران دولت نهم را، عملکرد خوب وزارت بهداشت لنکرانی عنوان کرد. اما بعدها دیناروند توسط وزیر بهداشت برکنار شد.
وی همچنین رئیس دانشکده داروسازی دانشگاه علوم پزشکی تهران، رئیس مرکز تحقیقات نانوفناوری دانشگاه علوم پزشکی تهران است؛ و عضو وابسته فرهنگستان علوم پزشکی است.

## فساد
مؤسسه دیده‌بان شفافیت و عدالت در گزارشی دیناروند را متهم به استفاده از رانت دولتی و تداخل منافع در شرکت‌های روناک دارو و داروسازی دکتر عبیدی کرده‌است.
همچنین در حوزه‌های اعطای مجوزهای انحصاری برای همسرش و انتقال غیرقانونی پسرش از رشته‌ای به رشته دیگر متهم شناخته شد و پرونده ایشان همچنان در دادگستری جمهوری اسلامی ایران تحت بررسی است.

## سمت‌ها و آثار
- مسئول اتحادیه انجمن‌های اسلامی دانشجویان اروپا در سال‌های ۷۲ تا ۷۳
- رئیس شورای راهبردی پارک علم و فناوری دانشگاه علوم پزشکی تهران[۲۲]
- مشاور وزیر بهداشت درمان و آموزش پزشکی در فناوری‌های نوین (۸۳–۱۳۷۷)
- عضو کمیته تحقیقات دارویی معاونت تحقیقات و فناوری وزارت بهداشت، درمان و آموزش پزشکی
- عضو شورای بررسی و تدوین داروهای ایران وزارت بهداشت، درمان و آموزش پزشکی
- عضو شورای آموزش داروسازی و تخصصی وزارت بهداشت، درمان و آموزش پزشکی
- عضو و دبیر بورد فارماسیوتیکس وزارت بهداشت، درمان و آموزش پزشکی
- رئیس شبکه تحقیقاتی نانوفناوری وزارت بهداشت، درمان و آموزش پزشکی[۲۳]
- سه جلد کتاب، دو فصل کتاب در انتشارات بین‌المللی و بیش از ۱۶۰ مقاله بین‌المللی
- دریافت جایزه نفر برتر پژوهشی در علوم دارویی در سال‌های ۱۳۸۳ و ۱۳۸۸ در جشنواره رازی[۲۴]
- مدیر پژوهشی برگزیده کشوری در علوم پزشکی به انتخاب وزارت علوم، تحقیقات و فناوری (1388)[۲۵]
- عضویت در انجمن علمی سامانه‌های دارورسانی نوین ایران و انجمن علمی متخصصین علوم دارویی ایران[۲۶]
- عضویت در هیئت مدیره و ریاست گروه علم وفناوری زیستی و پزشکی جایزه مصطفی (ص)[۲۷]
- وی از پژوهشگران حوزه سامانه‌های دارورسانی مبتنی بر نانوفناوری دارویی، رهش دارو (drug release) و پزشکی نانو است. زمینه‌های پژوهشی او سیستم‌های دارورسانی هدفمند(targeted drug delivery) با استفاده از نانوذرات و پلیمرهای مختلف شیمیایی و زیست پلیمر(biopolymer) است.[۲۸]
- پایگاه داده مرجع بین‌المللی Web of knowledge متعلق به مؤسسه تامسون رویترز همه ساله با ارزیابی و بررسی تحقیقات انجام شده و مقالات علمی منتشر شده از سوی دانشمندان کشورهای مختلف دنیا و امتیازدهی به سطح علمی و فعالیت آنان، دانشمندان برتر جهان را انتخاب و معرفی می‌کند. این مرجع علمی که دانشمندان فعال در علوم پزشکی را درفاصله ۱۰ ساله شناسایی می‌کند، نام رسول دیناروند را براساس نتایج فوریه ۲۰۱۴ نظام رتبه‌بندی بین‌المللی ESI جز یک درصد برتر پژوهشگران پراستناد (فهرست یک‌درصد دانشمندان برتر جهان) قرار داده‌است.[۲۹]
- تعدادی از تالیفات وی[۳۰] عبارت‌اند از:
- مجموعه قوانین، آیین‌نامه‌ها و دستورالعمل‌های فرآورده‌های غذایی و آشامیدنی؛ رسول دیناروند، بهروز جنت، منوچهر دادگرنژاد، عبدالعظیم بهفر؛ نشر آریاداد؛ ۱۳۹۵.
- کاربرد نانو لوله‌های کربنی در علوم پزشکی و دارویی؛ رسول دیناروند، اعظم اکبری، مرتضی رفیعی‌تهرانی؛ نشر عباسی؛ ۱۳۸۹.
- کاربرد پلیمرها در داروسازی؛ کامبیز گیلانی، مرتضی رفیعی‌تهرانی، اعظم اکبری، محمدرضا روئینی، عبدالحسین روح‌الامینی، رسول دیناروند، فاطمه اطیابی؛ نشر عباسی؛ ۱۳۸۹.
- اخلاق در داروسازی: براساس سرفصل مصوب دروس شورای عالی برنامه‌ریزی واحد درسی اخلاق در داروسازی دانشجویان دکترای داروسازی؛ رسول دیناروند، عزیز شهرکی‌واحد، فرشاد حسینی‌شیرازی؛ وزارت علوم، تحقیقات و فناوری، دفتر برنامه‌ریزی اجتماعی و مطالعات فرهنگی، سالمی؛ ۱۳۹۰.
- نانو پزشکی در تشخیص و درمان بیماری‌های صعب العلاج (مجموعه مقالات)؛ محمد راسخ، رسول دیناروند، مرتضی رفیعی‌تهرانی، مهرداد حمیدی، مینو محرز، اعظم ایرجی‌زاد، پژوهشگاه فناوری‌های نوین علوم زیستی جهاد دانشگاهی، محمدمهدی آخوندی، زهره محمدی؛ پژوهشکده ابن‌سینا؛ ۱۳۹۴.
- MSc از دپارتمان داروسازی دانشگاه منچستر انگلستان در سال ۱۳۶۹
- PhD از دپارتمان داروسازی دانشگاه منچستر انگلستان در سال ۱۳۷۳
- عضو هیئت علمی دانشگاه علوم پزشکی تهران از سال ۱۳۶۹ تاکنون